# A Retrospective (Lou Reed)
A Retrospective  è una raccolta di brani di  Lou Reed pubblicata in Europa nel 1998.

## Tracce
1. I Can't Stand It
2. Walk on the Wild Side
3. Satellite of Love
4. Vicious
5. Caroline Says I
6. Sweet Jane (live)
7. Kill Your Sons
8. Coney Island Baby
9. Nowhere at All
10. Blue Mask
11. Legendary Hearts
12. My Red Joystick
13. The Original Wrapper
14. Video Violence